# Göteborgs Rapé

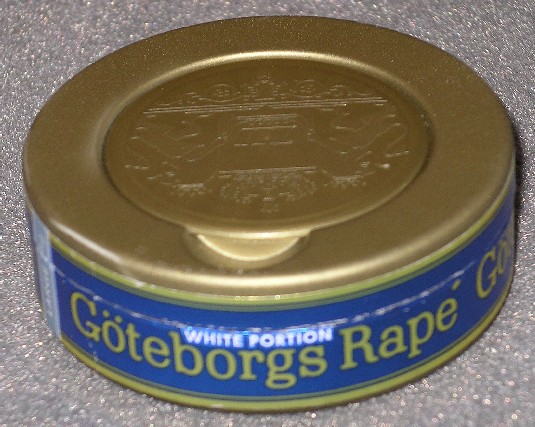
En dosa Göteborgs Rapé

Göteborgs Rapé (även kallat för enbart "Rapé") är ett snusmärke producerat av Swedish Match. Sedan 1919 har Göteborgs Rapé sålts i Sverige. Namnet kommer av franskans rapé som betyder "rivet". Det förekommer i lös- (42 gram) och portionsform (21,6 gram) samt mini (10 gram). Portionssnusen om 21,6 gram finns även i smak av lingon. 2013 kom också "Summer Edition" med smaken havtorn in i sortimentet. Göteborgs Rapé originalportion försvann i början av 2000-talet men kom tillbaka september 2015.
Göteborgs Rapés olika typer av portionssnus innehåller, förutom tobaken och diverse arom- och smakförstärkare, omkring 50 % vatten, 8 mg/g nikotin och 3 % salt. Göteborgs Rapé Lös innehåller förutom tobaken och diverse arom- och smakförstärkare, omkring 52 % vatten, 8 mg/g nikotin och 5 % salt.